# پتر دایمبک
پتر دایمبک (آلمانی: Peter Deimböck؛ زادهٔ ۲۴ آوریل ۱۹۴۲) دوچرخه‌سوار اهل اتریش است. وی در بازی‌های المپیک تابستانی ۱۹۶۰ شرکت کرده است.